# Sterrenbosch
Sterrenbosch is het op een na grootste studentencomplex van Nijmegen dat werd opgeleverd in januari 2006. Het complex ligt centraal op de campus van de Radboud Universiteit Nijmegen en de Hogeschool van Arnhem en Nijmegen in de wijk Heijendaal. Het complex bestaat uit vijf gebouwen, waarvan één gebouw exclusief voor uitwisselingsstudenten (bijvoorbeeld uit het ERASMUS-programma).
Sterrenbosch wordt gekenmerkt door de opvallende bouwvorm van twee middelste gebouwen, die samen een hele cirkel vormen. Het complex laat zich verder kenmerken door het aanbieden van appartementen in plaats van onzelfstandige wooneenheden; alle huurders hebben een eigen toilet en keukentje. Ook hebben ze allen twee kamers.
Het complex, dat toebehoort aan de Stichting Studenten Huisvesting Nijmegen (SSH&), werd geopend door toenmalig minister Sybilla Dekker en de Nijmeegse wethouder Paul Depla.
De grond onder het complex is nog in eigendom van de universiteit. Het wordt tegen een symbolisch bedrag van € 1 aan de SSH& verhuurd.

## Referentie
1. ↑  Student onder dak, 55 jaar studentenhuisvesting in Nijmegen